# Cheshire Constabulary
Cheshire Constabulary – brytyjska formacja policyjna, pełniąca funkcję policji terytorialnej na obszarze hrabstwa ceremonialnego Cheshire. Według stanu na 31 marca 2012, służba liczy 2011 funkcjonariuszy. 

## Galeria

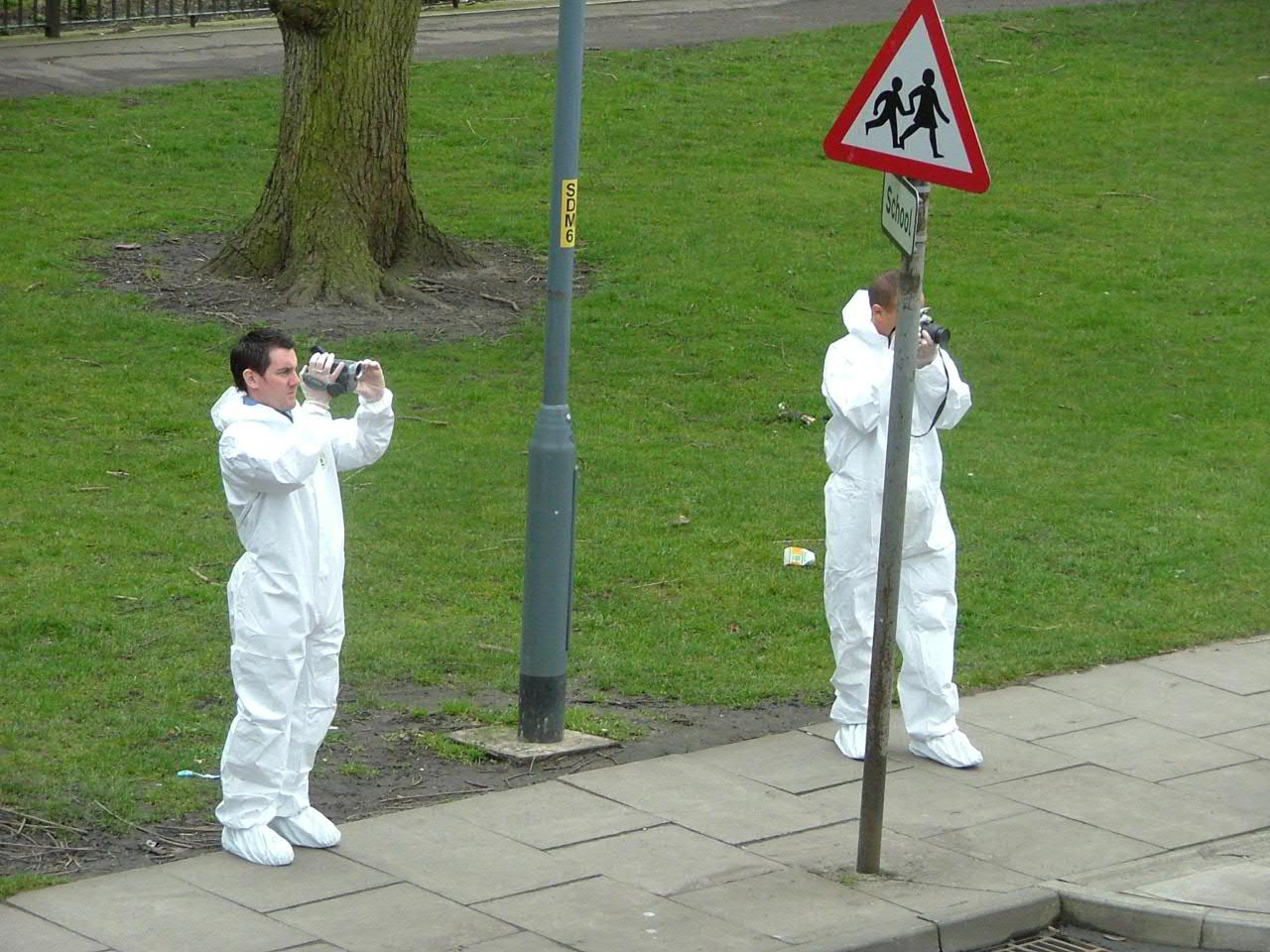
Funkcjonariusze z zespołu kryminalistycznego Cheshire Constabulary
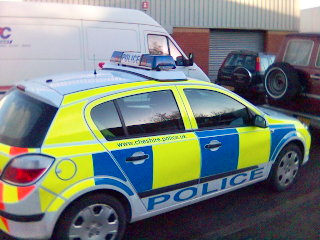
Vauxhall Astra jako radiowóz Cheshire Constabulary
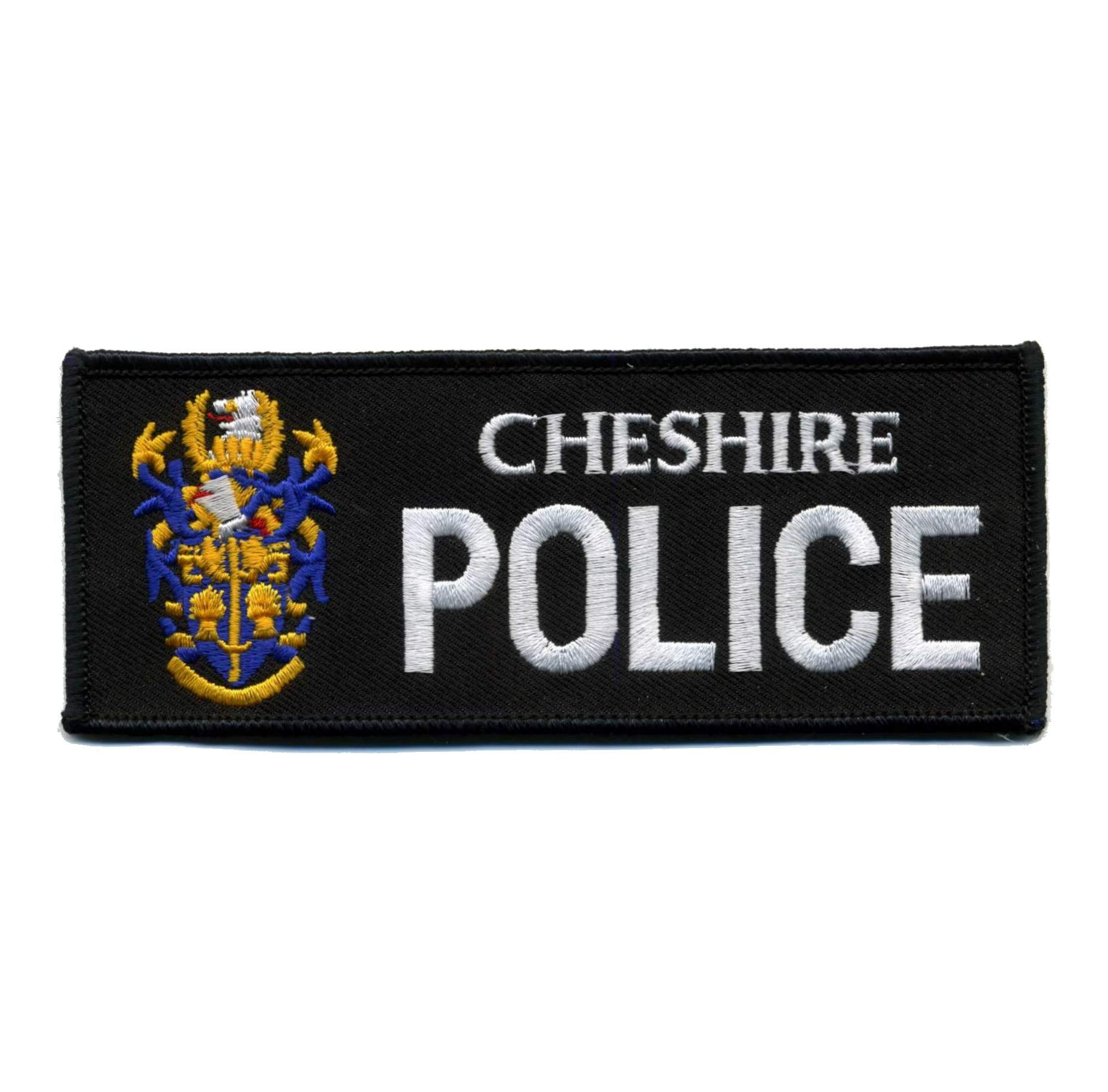
Naszywka mundurowa